# Green Bank
Green Bank es un lugar designado por el censo ubicado en el condado de Pocahontas en el estado estadounidense de Virginia Occidental. En el Censo de 2010 tenía una población de 143 habitantes y una densidad poblacional de 16,85 personas por km².

## Geografía
Green Bank se encuentra ubicado en las coordenadas 38°25′36″N 79°50′5″O / 38.42667, -79.83472. Según la Oficina del Censo de los Estados Unidos, Green Bank tiene una superficie total de 8.48 km², de la cual 8.48 km² corresponden a tierra firme y (0%) 0 km² es agua.

## Demografía
Según el censo de 2010, había 143 personas residiendo en Green Bank. La densidad de población era de 16,85 hab./km². De los 143 habitantes, Green Bank estaba compuesto por el 97.2% blancos, el 0% eran afroamericanos, el 0.7% eran amerindios, el 0% eran asiáticos, el 0% eran isleños del Pacífico, el 0% eran de otras razas y el 2.1% pertenecían a dos o más razas. Del total de la población el 2.8% eran hispanos o latinos de cualquier raza.